# Claudio Herrera
Claudio Herrera, vollständiger Name Claudio Herrera Casanova, (* 11. Februar 1988 in Montevideo) ist ein uruguayischer ehemaliger Fußballspieler.

## Karriere
Der 1,80 Meter große Defensivakteur Herrera stand in der Saison 2007/08 im Kader des italienischen Klubs Cagliari Calcio. Ein Einsatz in der Serie A ist für ihn jedoch nicht verzeichnet. Mindestens seit der Apertura 2010 spielte er für den uruguayischen Erstligisten River Plate Montevideo. Für die Montevideaner lief er in den Spielzeiten 2010/11, 2011/12, 2012/13 und 2013/14 in 3, 8, 13 und 16 Partien der Primera División auf. Ein Tor erzielte er nicht. Zudem bestritt er eine Begegnung (kein Tor) in der Copa Sudamericana 2013. In der Saison 2014/15 wurde er 28-mal (kein Tor) in der Primera División und dreimal (kein Tor) in der Copa Sudamericana 2014 eingesetzt. Während der Spielzeit 2015/16 kam er 15-mal (kein Tor) in der Liga und dreimal (kein Tor) in der Copa Libertadores 2016 zum Einsatz. In der Saison absolvierte er zehn Erstligaspiele (kein Tor). Bis zu seinem Karriereende im April 2021 blieb er (mit Ausnahme einer kurzen vertragslosen Zeit im Spätsommer 2018) bei dem Verein.